# Francesco Dentice di Accadia
Francesco Dentice Di Accadia, Principe di Arecco, Marchese, Patrizio Napoletano, Conte di Santa Maria Ingrisone (Napoli, 16 dicembre 1873 – Roma, 4 marzo 1944) è stato un prefetto e politico italiano.

## Biografia
Studiò a Pisa sotto l'egida del filosofo Giuseppe Tarantino. Entrato nell'amministrazione dell'interno nel 1901 è stato prefetto di Treviso, Forlì e Pisa (città in cui ha contemporaneamente presieduto le locali camere di commercio) e vice-governatore di Roma dal 14 agosto 1936.